# Ao Tanaka
Ao Tanaka (田中碧, Tanaka Ao, Kawasaki, 10 de setembro de 1998) é um futebolista japonês atua como meio-campo. Atualmente joga pelo Leeds United.

## Carreira

### Início
Tanaka começou a jogar futebol no Saginuma SC, de sua cidade natal Kawasaki, tendo posteriormente ido para o Kawasaki Frontale. Tanaka era o camisa 10 na equipe de base e foi promovido ao time principal do Frontale em 22 de julho de 2016.

### Kawasaki Frontale

#### 2017
Foi integrado definitivamente ao Kawasaki Frontale em 2017. Em seu primeiro ano, não teve muito espaço devido a Ryota Oshima e Eduardo Neto jogarem como titulares absolutos na época.

#### 2018
Em 15 de setembro de 2018, ele fez sua estreia na J-League na goleada de 7–0 sobre o Consadole Sapporo na 26ª rodada, tendo concedido uma assistência. e fez sua primeira partida como titular na Liga em 24 de novembro, na vitória por 2–0 sobre o FC Tokyo na 33ª rodada.

#### 2019
No começo da temporada de 2019, Tanaka mudou seu número para 25. Em 10 de março, substituiu Ryota Oshima na 3ª rodada da J-League contra o Yokohama F Marinos, ajudando Leandro Grimi na marcação. Devido às consecutivas lesões de Oshima e a má condição física de Morita, os meio-campistas não se acomodaram durante toda a temporada, mas Tanaka permaneceu em boa forma e conseguiu uma sequência de partidas atuando como volante. No final da temporada, sofreu uma lesão no nariz, mas jogou usando um protetor facial. Ele jogou 24 jogos na J-League naquele ano e foi nomeado Melhor Jogador Jovem da Liga, tendo sido o primeiro jogador da Kawasaki a ganhar o prêmio.

#### 2020
Em 2020, com a mudança do sistema do time para um 4-3-3, ele inicialmente fez um papel mais defensivo taticamente, mas com a moção de Hidemasa Morita para essa posição, Tanaka foi avançado e passou a atuar mais como um meia armador, tendo nessa função feito dois primeira vez em sua carreira, contra o Sanfrecce Hiroshima na 16ª rodada da J-League. Ao todo, fez cinco gols durante a temporada e com suas boas atuações foi nomeado ao time do ano da J-League pela primeira vez em sua carreira.

#### 2021
Em 20 de fevereiro de 2021, deu uma assistência para Mitoma fazer o primeiro gol da vitória de 3–2 do Kawasaki sobre o Gamba Osaka, ajudando o Golfinho a conquistar o título da Supercopa do Japão de 2021.

### Fortuna Düsseldorf
Em 26 de junho de 2021, foi emprestado aoFortuna Düsseldorf com opção de compra até o final da temporada. Fez sua estreia pelo time alemão em 20 de agosto de 2021, no empate de 2–2 com Holstein Kiel na 4ª rodada da Bundesliga. Devido a sua boa temporada, em abril foi anunciada sua compra em definitivo pelo Fortuna e seu contrato foi renovado até 30 de junho de 2025.

### Leeds United
Em 30 de agosto de 2024, Tanaka assinou por quatro anos com o Leeds United.

## Seleção Japonesa

### Sub-23
Em junho de 2019, foi um dos convocados para o Japão Sub-23 para a disputa do Torneio Internacional de Toulon. Ele foi nomeado homem da partoda no primeiro jogo do campeonato do grupo contra a Inglaterra que o Japão venceu por 2–1. Apesar o Japão ter sido derrotado na final pelo Brasil, Tanaka foi nomeado nos onze melhores do torneio e terceiro na categoria de melhor jogador do torneio. Em 14 de outubro do mesmo ano, Tanaka fez dois gols na vitória de 3–2 sobre o Brasil Sub-23. Foi também um  dos 21 convocados para representar o Japão nas Olimpíadas de Tóquio, tendo a Seleção Japonesa ficado em quarto lugar no torneio. Tanaka atuou em todos os seis jogos da equipe no torneio.

### Principal
Em dezembro de 2019, ele foi selecionado pela primeira vez na seleção do Japão para o Campeonato E-1 EAFF de 2019, fazendo sua estreia pela Seleção Principal em 12 de dezembro contra Hong Kong. Em 12 de outubro de 2021, marcou seu primeiro gol pelo Samurais azuis na vitória por 2–1 Austrália em uma partida das Eliminatórias Asiáticas para a Copa do Mundo da FIFA 2022. Foi convocado em 20 de maio de 2022 para representar o Japão na Copa Kirin.
Em 1 de novembro, foi um dos 26 convocados para representar o Japão na Copa do Mundo de 2022.

## Estatísticas
Atualizado até 24 de junho de 2023.

### Clubes
| Clube              | Temporada         | Campeonato Nacional | Campeonato Nacional | Campeonato Nacional | Copa Nacional[a] | Copa Nacional[a] | Copa Nacional[a] | Competições Continentais[b] | Competições Continentais[b] | Competições Continentais[b] | Outros Torneios[c] | Outros Torneios[c] | Outros Torneios[c] | Total | Total | Total   |
| Clube              | Temporada         | Jogos               | Gols                | Assist.             | Jogos            | Gols             | Assist.          | Jogos                       | Gols                        | Assist.                     | Jogos              | Gols               | Assist.            | Jogos | Gols  | Assist. |
| ------------------ | ----------------- | ------------------- | ------------------- | ------------------- | ---------------- | ---------------- | ---------------- | --------------------------- | --------------------------- | --------------------------- | ------------------ | ------------------ | ------------------ | ----- | ----- | ------- |
| Kawasaki Frontale  | 2018              | 4                   | 1                   | 0                   | —                | —                | —                | 0                           | 0                           | 0                           | —                  | —                  | —                  | 4     | 1     | 0       |
| Kawasaki Frontale  | 2019              | 24                  | 1                   | 3                   | 2                | 0                | 0                | 4                           | 1                           | 0                           | 1                  | 0                  | 0                  | 31    | 2     | 3       |
| Kawasaki Frontale  | 2020              | 31                  | 5                   | 1                   | 7                | 1                | 0                | —                           | —                           | —                           | —                  | —                  | —                  | 38    | 6     | 1       |
| Kawasaki Frontale  | 2021              | 20                  | 1                   | 4                   | —                | —                | —                | —                           | —                           | —                           | 1                  | 0                  | 1                  | 21    | 1     | 5       |
| Kawasaki Frontale  | Total             | 65                  | 3                   | 6                   | 9                | 0                | 0                | 4                           | 1                           | 0                           | 2                  | 0                  | 1                  | 94    | 10    | 9       |
| Fortuna Düsseldorf | 2021–22           | 29                  | 1                   | 1                   | 1                | 0                | 0                | 0                           | 0                           | 0                           | —                  | —                  | —                  | 30    | 1     | 1       |
| Fortuna Düsseldorf | 2022–23           | 23                  | 1                   | 1                   | 3                | 0                | 2                | —                           | —                           | —                           | —                  | —                  | —                  | 25    | 1     | 3       |
| Fortuna Düsseldorf | Total             | 52                  | 2                   | 2                   | 4                | 0                | 2                | 0                           | 0                           | 0                           | 0                  | 0                  | 0                  | 55    | 2     | 4       |
| Total na carreira  | Total na carreira | 117                 | 5                   | 8                   | 13               | 1                | 2                | 4                           | 1                           | 0                           | 2                  | 0                  | 1                  | 149   | 12    | 13      |

- a. ^  Jogos da Copa do Imperador, Copa da Liga Japonesa e Copa da Alemanha
- b. ^  Jogos da Liga dos Campeões da AFC
- c. ^  Jogos do Supercopa do Japão

### Seleção
Atualizadas até 24 de junho de 2023.
Sub-23
| Seleção | Ano   | Jogos | Gols | Assist. |
| ------- | ----- | ----- | ---- | ------- |
| Japão   | 2019  | 3     | 0    | 0       |
| Japão   | 2020  | 2     | 0    | 0       |
| Japão   | 2021  | 9     | 0    | 1       |
| Total   | Total | 14    | 0    | 1       |

#### Principal
| Seleção | Ano   | Jogos | Gols | Assist. |
| ------- | ----- | ----- | ---- | ------- |
| Japão   | 2019  | 2     | 0    | 0       |
| Japão   | 2021  | 3     | 1    | 0       |
| Japão   | 2022  | 13    | 2    | 0       |
| Japão   | 2023  | 1     | 0    | 0       |
| Total   | Total | 19    | 3    | 0       |

## Títulos
- J1 League: 2017, 2018, 2020
- Copa do Imperador: 2020
- Copa da Liga Japonesa: 2019
- Supercopa do Japão: 2019, 2021

Leeds United
- EFL Championship: 2024–25

### Prêmios individuais
- Melhor jogador jovem da J.League: 2019
- Seleção da temporada da J-League: 2020